# Mezzo
Mezzo e Mezzo Live HD são dois canais de televisão por assinatura franceses de música dedicados à música clássica, jazz, dança e world music.
O canal foi criada em 21 de março de 1998 para substituir o France Supervision e em 2 de abril de 2002 se fundiu com canal Muzzik. O canal se dedica a descobrir os estilos musicais e sua programação girada em torno de temas mensais. Sua versão em alta definição, o Mezzo Live HD, foi lançado no dia 7 de abril de 2010. Só exibe espetáculos e concertos ao vivo ou gravados.
Ambos os canais são transmitidos em francês e inglês por satélite, cabo e IPTV. Os canais estão disponíveis em 80 países com 60 milhões de assinantes.